# Roman Zambrowski

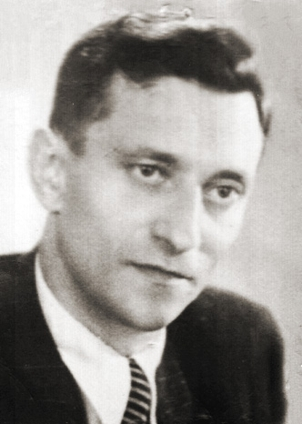
Roman Zambrowski (1949)

Roman Zambrowski (* 15. Juli 1909 in Warschau; † 19. August 1977 ebenda) war ein Oberst und Politiker in der Volksrepublik Polen, der unter anderem zwischen 1945 und 1963 Mitglied des Politbüros des ZK sowie von 1948 bis 1954 und erneut zwischen 1956 und 1963 Sekretär des ZK der Polnischen Vereinigten Arbeiterpartei PZPR (Polska Zjednoczona Partia Robotnicza) war. Darüber hinaus war er von 1945 bis 1945 Vorsitzender der Sonderkommission zur Bekämpfung von Betrug und wirtschaftsschädlichem Verhalten.

## Leben

### Beginn des politischen Engagements und Zweiter Weltkrieg
Zambrowski, der aus einer jüdischen Familie stammte, trat 1924 dem Kommunistischen Jugendverband KZMP (Komunistyczny Związek Młodzieży Polskiej) sowie 1928 der damaligen Kommunistischen Partei Polens KPP (Komunistyczna Partia Polski) als Mitglied bei. Er gehörte zwischen 1930 und 1938 dem ZK des KZMP als Mitglied an und war ferner zwischen 1931 und 1936 Leiter des Sekretariats des ZK des KZMP. Er absolvierte ein Studium an der Internationalen Lenin-Schule, der Ausbildungsstätte der Kommunistischen Internationale in Moskau, und blieb nach Beginn dem Überfall auf Polen und dem Beginn des Zweiten Weltkrieges in der Sowjetunion. 
Er war 1943 einer der Hauptorganisatoren im Bund Polnischer Patrioten ZPP (Związek Patriotów Polskich) und zwischen 1943 und 1944 Offizier der polnischen Streitkräfte in der Sowjetunion (Polskie Siły Zbrojne w ZSRR). Als solcher wurde er am 20. Mai 1943 Offizier der 1. Infanteriedivision „Tadeusz Kościuszko“, mit der er am 12./13. Oktober 1943 an der Schlacht von Lenino teilnahm, und am 11. November 1943 zum Hauptmann befördert. Anfang Februar 1944 wurde er stellvertretender Leiter der Abteilung für politische Bildung des I. Korps (1 Korpus Polskich Sił Zbrojnych w ZSRR) sowie anschließend im April 1944 als Vertreter von Major Mieczysław Mietkowski stellvertretender Leiter der Abteilung für politische Bildung der 1. Armee (1 Armia Polska w ZSRR). Nach seiner Beförderung zum Major am 2. Mai 1944 übernahm er am 13. Juli 1944 selbst den Posten als Leiter der Abteilung für politische Bildung der 1. Armee. Im August 1944 zum Oberstleutnant befördert und als solcher am 12. September 1944 auch Mitglied des Zentralkomitees der Polnischen Arbeiterpartei PPR (Polska Partia Robotnicza) in Lublin. 1944 wurde er Mitglied des Landesnationalrates (Krajowa Rada Narodowa) und gehörte diesem bis 1947 an. Nachdem er am 18. April 1945 zum Oberst befördert wurde, schied er am 23. Oktober 1945 aus dem aktiven Militärdienst aus.

### Politbüromitglied und ZK-Sekretär

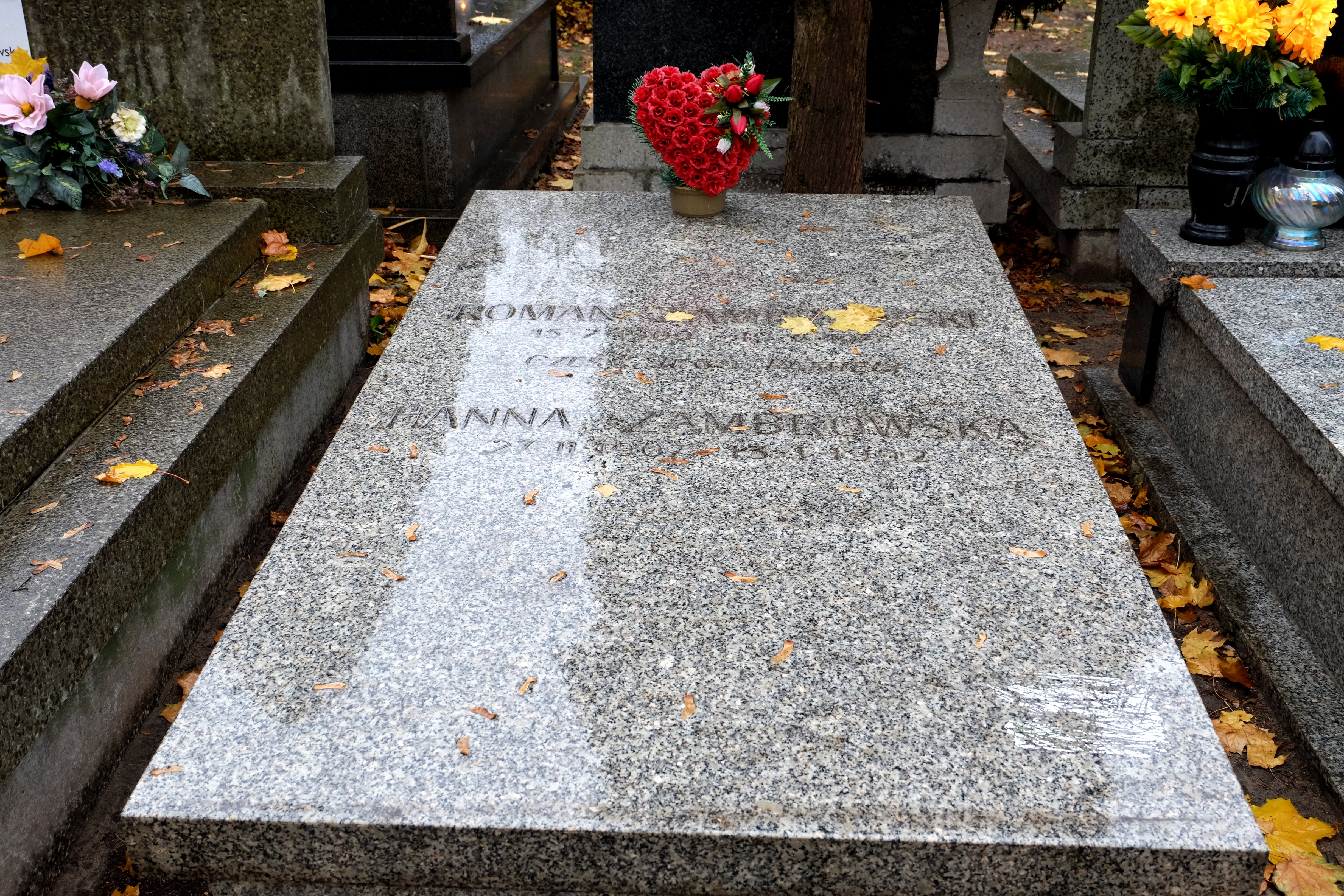
Grab von Roman Zambrowski auf dem Warschauer Powązki-Militärfriedhof

Nach Kriegsende wurde Zambrowski 1945 Mitglied des Politbüros des ZK der PPR und war zwischen 1945 und 1954 auch Vorsitzender der Sonderkommission zur Bekämpfung von Betrug und wirtschaftsschädlichem Verhalten (Komisja Specjalna do Walki z Nadużyciami i Szkodnictwem Gospodarczym). Des Weiteren wurde er 1947 auch Mitglied des Verfassungsgebenden Parlaments (Sejm Ustawodawczy) und fungierte zwischen 1947 und 1952 als Vize-Sejmmarschall und war damit Vizepräsident des Verfassunggebenden Parlaments. 1947 wurde er ferner Mitglied des Staatsrates (Rada Państwa), des kollektiven Staatspräsidiums der Volksrepublik Polen, dem er bis 1955 angehörte.
Außerdem war er 1948 auch Mitglied des Organisationsbüros des ZK. Nach dem Zusammenschluss der PPR mit der Polnischen Sozialistischen Partei (Polska Partia Socjalistyczna, PPS) zur Polnischen Vereinigten Arbeiterpartei (Polska Zjednoczona Partia Robotnicza) im Dezember 1948 trat er dieser bei. Auf diesem I. (Gründungs-)Parteitag der PZPR (15.–22. Dezember 1948) wurde er als Mitglied des ZK des ZK sowie als Mitglied des Politbüros bestätigt, dem er bis 1963 angehörte. Gleichzeitig wurde er 1948 erstmals Sekretär des ZK der PZPR und übte diese Funktion bis 1954 aus.
Bei der Wahl vom 26. Oktober 1952 wurde Zambrowski erstmals zum Mitglied des Sejm gewählt und gehörte diesem bis zum 31. März 1965 an. Er fungierte zwischen 1954 und 1955 als Vorsitzendes des Gemeinsamen Komitees des Staatsrates und des Ministerrates für die administrative Gebietsreform und war danach zwischen dem 16. April 1955 und dem 24. Oktober 1956 Minister für staatliche Kontrolle (Minister kontroli państwowej). Im Zuge des Polnischen Oktobers wurde er nach der Wahl Gomułkas am 21. Oktober 1956 zum Ersten Sekretär des ZK der PZPR am 24. Oktober 1956 wieder Sekretär des ZK und übte diese Funktion nunmehr bis 1963 aus. Darüber hinaus fungierte er zwischen dem 20. Februar 1957 und 17. Februar 1961 als Vorsitzender des Sejm-Sonderausschusses zur Erarbeitung eines Gesetzesentwurfs für die Einrichtung einer Obersten Kontrollkammer. 
Im Zuge eines innerparteilichen Konflikts verlor Zambrowski 1963 seinen Sitz im Politbüro des ZK und war danach von 1963 bis 1968 noch Vize-Vorsitzender der Obersten Kontrollkammer NIK (Najwyższa Izba Kontroli). Auf dem IV. Parteitag (15.–20. Juni 1964) wurde er auch nicht mehr zum Mitglied des ZK der PZPR gewählt. Im Zuge der März-Unruhen 1968 in Polen und der damaligen antisemitischen Kampagne wurde er aus der PZPR ausgeschlossen und trat in den Ruhestand. Sein Sohn Antoni Zambrowski war im März 1968 einer der Studentenführer bei den Unruhen.
Nach seinem Tode wurde Zambrowski auf dem Warschauer Powązki-Militärfriedhof beigesetzt.

### Ehrungen und Auszeichnungen
Für seine Verdienste in der Volksrepublik Polen wurde Zambrowski mehrfach geehrt und erhielt unter anderem 1943 den sowjetischen Orden des Roten Sterns, 1943 die Medaille für Verdienste auf dem Feld des Ruhmes (Medal „Zasłużonym na Polu Chwały“), 1946 die Warschau-Medaille 1939 bis 1945 (Medal za Warszawę 1939–1945) sowie 1947 den Titel eines Kommandeurs des Orden Polonia Restituta (Order Odrodzenia Polski) verliehen.